# Barbee (ca sĩ)
Faith J Eselebor, được biết đến với nghệ danh chuyên nghiệp là Barbee là một nghệ sĩ giải trí của Jamaica và người gốc Phi. Faith J Eselebor, nghệ sĩ giải trí đã nhận biệt danh Barbee từ khi còn nhỏ, được đặt ra từ sự ngưỡng mộ của mẹ cô đối với thương hiệu búp bê Matell.

## Thơ ấu
Barbee sinh Faith J Eselebor sinh ra ở thành phố New York, và đến năm 11 tuổi, cô trở thành ca sĩ chính của một ca đoàn phúc âm du hành, Perfect Praise. Ở tuổi thiếu niên, Barbee trở thành thành viên của một nhóm nhạc nữ có tên Best Kept Secret.

## Sự nghiệp
Barbee được biết đến với sự hợp tác của cô với nghệ sĩ reggae Junior Kelly, "Miss You" được phát hành năm 2007 và nhận được phát sóng trên khắp vùng Caribw, Hoa Kỳ, Canada và Tây Phi. Cuối năm đó, khi làm việc chặt chẽ với nghệ sĩ Reggae Beenie Man, cô đã phát hành "Paddy Cake" có sự tham gia của Beenie Man, "Diva In My Sneakers", "Light Some Candles" và cũng hợp tác trong video ca nhạc và đĩa đơn của Beenie Man, "Give It Up". Năm 2009, cô bắt đầu làm việc với nhà sản xuất reggae Dean Fraser và sản xuất hai đĩa đơn, một phiên bản cover bài hát của Karen White, "Can I Stay With You" và "Feel So Good". Video âm nhạc cho "Feel So Good" đã tiếp tục nhận được giải Video âm nhạc Reggae hay nhất tại Giải thưởng Xuất sắc về Âm nhạc và Giải trí (EME) ở Jamaica và được giới thiệu trên Hollywood Movie House Arrest, trong đó Barbee cũng đóng vai là một sĩ quan chỉnh hình. Ngay sau khi cô phát hành một đĩa đơn tiếp theo có tiêu đề "Just Like That". Sự hợp tác với Rock City đã tạo ra đĩa đơn ''Whoa''.

## Trên sân khấu
Năm 2009, Barbee biểu diễn tại Lễ hội Cộng đồng Susquehanna thường niên lần thứ 20 ở Philadelphia. Cô cũng biểu diễn tại Ngày Jamaica hàng năm ở Toronto, Canada. Barbee cũng được Nhà hát Apollo vinh danh là Nữ nghệ sĩ triển vọng nhất vì sự hiện diện và phong cách trên sân khấu của cô.